# Rote Krähenbeere

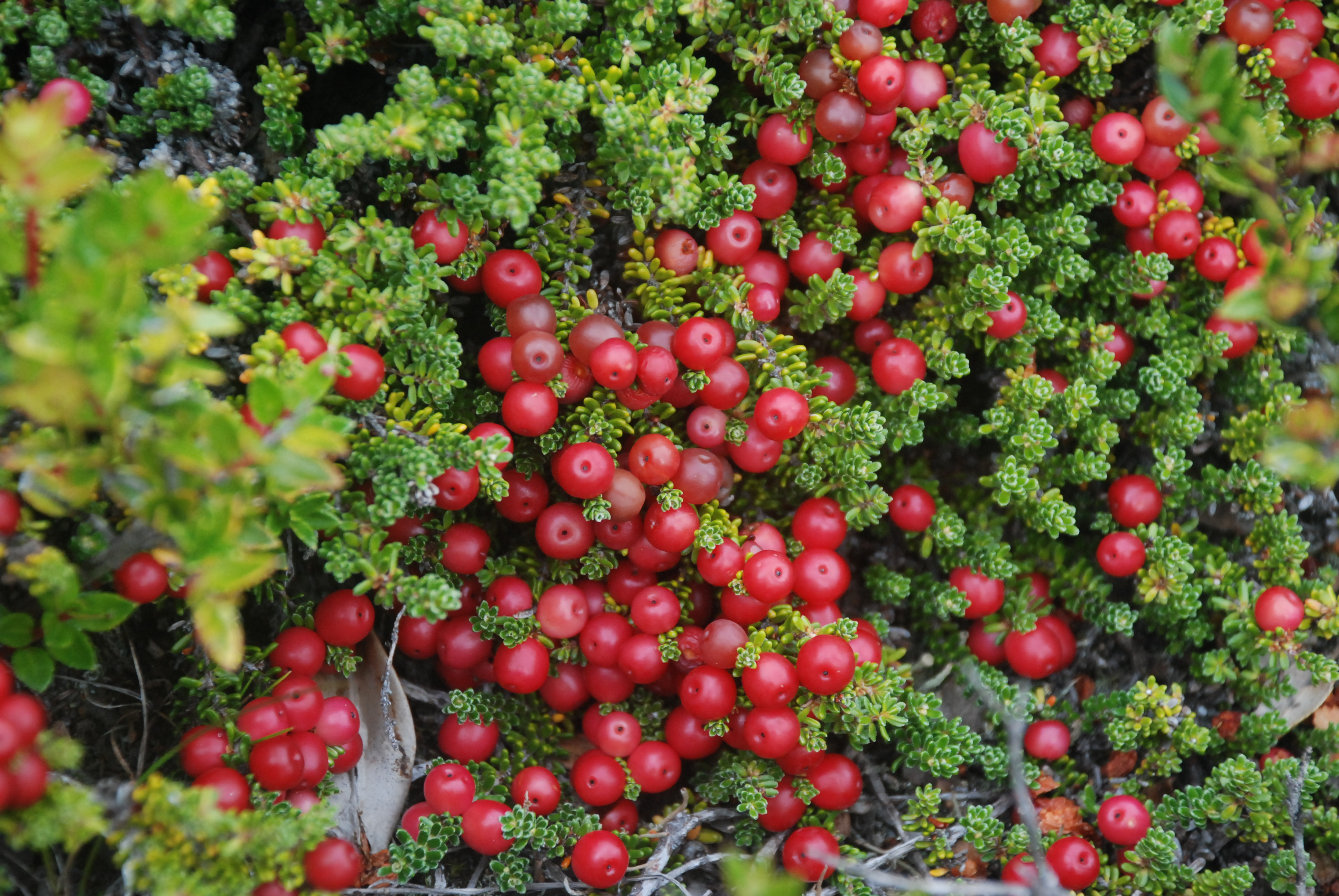
Früchte

Die Rote Krähenbeere (Empetrum rubrum) gehört zur Pflanzengattung der Krähenbeeren.

## Beschreibung
Die Rote Krähenbeere ist ein niedriger, immergrüner Zwergstrauch. Er erreicht Wuchshöhen von 10 bis 50 cm und kann großflächige Matten bilden. Stängel und Wurzel fallen holzig aus. Die sehr kleinen und kahlen, fast sitzenden, ganzrandigen, ledrigen, nadelförmigen, fleischigen Laubblätter sitzen, wirtelig und schraubig dicht gedrängt am Spross.
Die Blütezeit liegt im Oktober. Männliche und weibliche Blüten sitzen an unterschiedlichen Individuen; Empetrum rubrum ist also zweihäusig diözisch. Die sehr kleinen, eingeschlechtlichen und dreizähligen Blüten mit doppelter Blütenhülle erscheinen achselständig und einzeln. Die männliche Blüten mit 3 kurzen Staubblättern sind dunkelrot und die weibliche Blüten mit einem oberständigen, mehrkammerigen Fruchtknoten mit kurzem Griffel und mehreren Narbenästen, sind kastanienbraun. Die 4–8 Millimeter großen bzw. kleinen und glatten, beerenähnlichen, mehrsamigen Steinfrüchte mit Narbenresten an de Spitze können im reifen Zustand (ab Januar) dunkelrot bis hellorangerot sein.

## Verbreitung und Ökologie
Die Pflanze kommt im Bereich Südamerikas, in subalpinen und alpinen Höhenlagen vor (z. B. Patagonien), aber auch auf den Südatlantischen Inseln, wie zum Beispiel den Falklandinseln, wo sie als Diddle-Dee zu Marmelade verarbeitet und in Souvenirläden angeboten werden.
Die Beeren sind eine wertvolle Winterfutterquelle für Vögel.

## Nutzung
Auf den Falklandinseln werden die Früchte gern für Marmelade gesammelt und eingekocht oder auch als Zutaten zu Joghurt und Käse gereicht.